# Frankenstein (2015)
Frankenstein is een Amerikaanse sciencefiction-horrorfilm uit 2015, geschreven en geregisseerd door Bernard Rose. Het is een gemoderniseerde bewerking van Mary Shelley's roman Frankenstein uit 1818. De film wordt verteld vanuit het perspectief van het monster, terwijl hij wordt geschapen, ontsnapt naar de moderne wereld en leert over de duistere kant van de mensheid.

## Verhaal
Het verhaal speelt zich af in de huidige stad Los Angeles, wanneer een paar wetenschappers het monster Adam creëren, maar hem achterlaten om te sterven. Vanaf dat moment moet hij het hoofd bieden aan het geweld en de agressiviteit die hem omringen. Adam werd ontworpen om het perfecte schepsel te zijn, maar de vijandige kant van de mensheid zal zijn hele aard misvormen.

## Rolverdeling
| Acteur           | Personage              |
| ---------------- | ---------------------- |
| Xavier Samuel    | Adam                   |
| Carrie-Anne Moss | Elizabeth Frankenstein |
| Danny Huston     | Victor Frankenstein    |
| Tony Todd        | Eddie                  |
| Mckenna Grace    | Molly                  |
| Jeordie White    | Skid Row Man           |

## Release
De film ging in première op 12 april 2015 op het Brussels International Festival of Fantastic Film.

## Ontvangst
Op Rotten Tomatoes heeft Frankenstein een waarde van 100% en een gemiddelde score van 6,70/10, gebaseerd op 10 recensies.

## Prijzen en nominaties
De belangrijkste:
| Jaar | Prijs                                             | Categorie   | Genomineerde(n) | Uitslag  |
| ---- | ------------------------------------------------- | ----------- | --------------- | -------- |
| 2015 | Brussels International Festival of Fantastic Film | Gouden Raaf | Bernard Rose    | Gewonnen |